# Nicolae Grozea
Nicolae Grozea (n. secolul al XVIII-lea, Bodești, România – d. 25 februarie/9 martie 1834, Drăgănești-Vlașca, Teleorman, România) a fost un haiduc român din secolul al XVIII-lea. 

## Date biografice
Nicolae Grozea s-a născut într-o familie de țărani la sfârșitul secolului al XVIII-lea într-un sat din județul Vâlcea. A participat la Revoluția din 1821 iar după moartea lui Tudor Vladimirescu a continuat pentru puțin timp rezistența alături de Gheorghe Cârjaliul, Vasile Haiducul și Ghiță Haiducul. Se ascunde apoi în București unde este martor la execuția mai multor căpitani de haiduci și panduri: Dinu Harambașa, Stan Bălosu, Gheorghe Cuțui și Simon Mehedințeanu. Devine proprietarul unei cârciumi în care îl cunoaște pe Ioniță Tunsu, fiu de diacon din Olt și paraclisier la Biserica Sfântul Gheorghe Vechi din București. Celor doi li se alătură Dumitru Lungu din Mehedinți și decid să apuce calea codrului.

## Activitatea
Cei trei haiduci comit o serie de jafuri și tâlhării dintre care cea mai cunoscută este cea a logofătului Manolache, pe care îl atacă în curte sa de Anul Nou. Pus sub urmărie, Grozea este arestat la Focșani și trimis la Iași pentru judecată însă scapă din arest simulând o boală. Este arestat din nou în 1832 (în același an în care Ioniță Tunsu este ucis de către poteră pe podul Grozăvești), judecat și trimis la ocna Telega. Reușește să evadeze pe 10 ianuarie 1834, după ce lovește un subofițer cu o bucată de sare și escaladează crivacul de 75 de metri a minei, împreună cu alți 13 deținuți. După evadare jefuiește un negustor evreu pe nume Abraham, de la care fură 40.000 de lei și îl atacă pe Soliman Kara, aga de Karaman. Autoritățile pun o recompensă de 5000 de lei pe capul său, o sumă foarte mare pentru acea perioadă, însă nu trădarea îi aduce sfârșitul, ci o luptă în pădurea Vlașcăi din 1834, fiind decapitat de un poteraș român (în balade poterașul era spân, simbol al maleficului în folclorul românesc).

## Moștenirea
Baladele despre cei trei haiduci, mai ales Grozea și Tunsu, au apărut încă din timpul vieții acestora iar poezia Groza, care se referă la Nicolae Grozea, a fost publicată de Vasile Alecsandri în 1844, la scurt timp după moartea acestuia. Alecu Russo îl intitulează, într-unul dintre articolele sale, Groază, ultimul haiduc român în timp ce Nicolae D. Popescu a dedicat o nuvelă haiducilor. De asemenea, în opinia unor istorici, scenariul filmului Haiducii din 1966 este inspirat din poveștile lui Nicolae Grozea și Ioniță Tunsu'.